# 204702 Pequignat
204702 Pequignat este o planetă minoră (asteroid), cu un diametru de 3,911 km, din centura de asteroizi. A fost descoperită pe 19 martie 2006 la Vicques⁠(d) de Michel Ory⁠(d). 
Obiectul prezintă o orbită caracterizată de o semiaxă mare de 2,8027737096495 UAi, o excentricitate de 0,15, o înclinație de 8,8 ° în raport cu ecliptica.